# Йохана Шарлота фон Анхалт-Десау
Йохана Шарлота фон Анхалт-Десау (на немски: Johanna Charlotte von Anhalt-Dessau; * 6 април 1682, Десау; † 31 март 1750, Херфорд) от род Аскани, е принцеса от Анхалт-Десау и чрез женитба маркграфиня на Бранденбург-Швет. Като вдовица тя е от 1729 г. до смъртта си княжеска абатеса на манастир Херфорд.

## Живот
Тя е най-малката дъщеря на княз Йохан Георг II фон Анхалт-Десау (1627 – 1693) и Хенриета Катарина фон Насау-Орания (1637 – 1708), дъщеря на принц Фредерик Хендрик Орански.
Йохана Шарлота се омъжва на 25 януари 1699 г. в Ораниенбаум за маркграф Филип Вилхелм фон Бранденбург-Швет (1669 – 1711), син на курфюрст Фридрих Вилхелм фон Бранденбург. Въпреки че имат дворци в Берлин, те живеят повечето време в Швет. След неговата смърт тя се връща обратно в Берлин и се грижи за възпитанието на децата си.
През 1729 г. тя е избрана за абатеса на манастир Херфорд.

## Деца
Йохана Шарлота и Филип Вилхелм фон Бранденбург-Швет имат децата:
- Фридрих Вилхелм (1700 – 1771), маркграф на Бранденбург-Швет

∞ 1734 принцеса София Пруска (1719 – 1765)
- Фридерика Доротея Хенриета (1700 – 1701)
- Хенриета Мария (1702 – 1782)

∞ 1716 наследствен принц Фридрих Лудвиг фон Вюртемберг (1698 – 1731), син на херцог Еберхард Лудвиг фон Вюртемберг
- Георг Вилхелм (*/† 1704)
- Фридрих Хайнрих (1709 – 1788), маркграф на Бранденбург-Шведт

∞ 1739 принцеса Леополдина фон Анхалт-Десау (1716 – 1782)
- Шарлота (1710 – 1712)